# The Clearing (TV-serie)
The Clearing är en australisk thriller- och dramaserie från 2023 som har premiär på strömningstjänsten Disney+ den 24 maj 2023. Första säsongen består av åtta avsnitt. Serien är regisserad av Jeffrey Walker och Gracie Otto, och den är baserad på J. P. Pomare bok In the Clearing.

## Handling
Serien kretsar kring flickas försvinnande som väcker en kvinnas barndomstrauma till liv och minnen från när hon var medlem i den kvinnostyrda sekten Kindred.

## Roller i urval
- Teresa Palmer
- Miranda Otto - Adrienne
- Guy Pearce - Dr. Bryce Latham
- Julia Savage - Amy
- Hazem Shammas - Yusuf Joe Saad
- Kate Mulvany - Tamsin Latham
- Xavier Samuel - Colin Garrison
- Anna Lise Phillips - Hannah Wilczek
- Mark Coles Smith
- Harry Greenwood
- Erroll Shand - Henrik Wilczek
- Doris Younane
- Claudia Karvan - Mariam Herzog
- Miah Madden
- Gary Sweet
- Alicia Gardiner
- Matt Okine
- Jeremy Blewitt
- Lily La Torre
- Ras-Samuel Welda’abzgi
- Berlin Lu
- Kristof Kaczmarek